# 穆拉德伯克汗
穆拉德伯克汗（1812年—1845年），浩罕汗國可汗。
他在殺害父親希爾·阿里汗後成為可汗，在請求布哈拉酋長國援助之後，吉爾吉斯千夫長穆蘇曼庫里前往納曼干，並把女兒許配給希爾·阿里汗另一兒子穆罕默德·胡達雅爾，然後將年輕的胡達雅爾帶到浩罕，之後他成為攝政王，穆拉德伯克汗被殺，前後只在位11天。